# Adams (Wisconsin)
Adams é uma cidade localizada no estado norte-americano de Wisconsin, no Condado de Adams.

## Demografia
Segundo o censo norte-americano de 2000, a sua população era de 1914 habitantes.
Em 2006, foi estimada uma população de 1836, um decréscimo de 78 (-4.1%).

## Geografia
De acordo com o United States Census Bureau tem uma área de
7,6 km², dos quais 7,6 km² cobertos por terra e 0,0 km² cobertos por água. Adams localiza-se a aproximadamente 291 m acima do nível do mar.

## Localidades na vizinhança
O diagrama seguinte representa as localidades num raio de 28 km ao redor de Adams.